# Matelea longiflora
Matelea longiflora là một loài thực vật có hoa trong họ La bố ma. Loài này được (Jacq.) Morillo mô tả khoa học đầu tiên năm 1983.